# Michał Król (wspinacz)
Michał Król (ur. 21 grudnia 1981 w Nowym Targu) – polski wspinacz, taternik, alpinista, członek Kadry Narodowej we wspinaczce wysokogórskiej, międzynarodowy przewodnik wysokogórski IVBV/UIAGM oraz członek KW Trójmiasto. Trzykrotnie wyróżniony (2006, 2008 i 2011 rok), a następnie (2025) uhonorowany nagrodą Kolosy w kategorii Alpinizm za wytyczenie w stylu alpejskim nowej 1300-metrowej drogi „Butterfly Effect” na Kyajo Ri w dolinie Khumbu w Nepalu.

## Życiorys
Swoją przygodę ze wspinaczką rozpoczął jako trzynastoletni entuzjasta, trenując na murkach w rodzinnym mieście. Trzy lata później dokonał swojego pierwszego żywca na drodze Finale (ocena VI.4). Kariera Króla rozwijała się dynamicznie, obejmując przejścia w Tatrach oraz Himalajach. Jego działalność wspinaczkowa cechuje wytyczanie nowych dróg, co przyniosło mu liczne wyróżnienia, w tym nagrodę od Ministra Sportu oraz trzykrotne wyróżnienia oraz nagrodę główną w ramach ogólnopolskiego konkursu Kolosy.

## Osiągnięcia wspinaczkowe
Nowe drogi wytyczone przez Michała Króla:
- Butterfly Effect – 1300 m, M6, 6b (Nepal) – droga wytyczona na Kyajo Ri w Dolinie Khumbu (Nepal). Realizowana w stylu alpejskim, stanowiła przełomowy wyczyn, za który Michał Król wraz z zespołem otrzymał nagrodę Kolosy w kategorii Alpinizm[12][7].
- Bafomet – M14 (Polska) – pierwsza w Polsce droga o wycenie M14, wytyczona we współpracy z Marcinem Kotelnickim, uznawana za symbol najwyższej trudności w polskiej wspinaczce[13].
- Blitz (2019) M7/A1/pająk, 550 m, 12 wyciągów[14] – nowa droga wielkościanowa wytyczona przez Marcina „Yeti” Tomaszewskiego i Michała Króla na Castel Peak w regionie Himachal Pradesh (Indie).
- Pharilapcha – Dzień Niepodległości (2008) (Nepal) – droga na szczycie Pharilapcha (6012 m) w Dolinie Khumbu (Nepal), wytyczona przez Michała Króla, Andrzeja Sokołowskiego i Przemka Wójcika. Trasa o długości 1300 m, oceniona jako WI5+ M7 i wytyczona w ciągu 4 dni, uznawana jest za jedno z najlepszych polskich przejść w stylu alpejskim w Himalajach w ostatniej dekadzie oraz za jedno z ciekawszych przejść na świecie w roku 2008[15][11].
- Pik Mińsk („Cztery pory roku” / Pik Vernyi) – 5150 m, 1100 m, M8 – WI5 1xAF technicznie wymagająca droga wytyczona przez Michała Króla i Andrzeja Sokołowskiego w Kirgizji[16].
- Lotos Peak – 5620 m, VIII–, M6, 750 m – nowa droga wytyczona w Dolinie Miyar, Himalaya Pradesh, Indie.
- Tama Donog – 5245 m, VIII–, 1000 m – nowa droga w Dolinie Miyar, Himalaya Pradesh, Indie.
- Geruda Peak – 5640 m, VII+ 1x AO, 900 m – nowa droga w Dolinie Miyar, Himalaya Pradesh, Indie.

Wartościowe przejścia:
- Siódme Poty – 8a, free solo
- Dwie Twarze – 7b+, free solo
- Auschwitz – 8a, free solo
- Kanalia – 8b
- Zimne Poty – 8a+/b
- Mordor – 8b
- 7c+ – Petzl Roc Trip, Argentyna (2012)
- Invisible Airwaves – 5.10, A2+ – przejście skałkowe w Looking Glass, North Carolina, Smoky Mountains, USA.
- Finale – VI.4–, Grota Obłazowa
- Dwie Twarze – VI.4+, Grota Obłazowa
- Siódme Poty – VI.5+, Grota Obłazowa
- Auschwitz – VI.5+, Grota Obłazowa
- Hobrzański – VII–, Mnich

Wspinaczka lodowa i dry tooling:
- Utok na Spicu Hit Parady – M7+, WI5 (Tatry, Słowacja)
- Okap Muskata – M9 (Tatry)
- 'Ruinenorgel – WI5+ (Gastein, Austria)
- Omen – M12 (Tatry)
- Szatańskie Wersety – M9+ (Tatry)
- Pyma – M9 (Val Savaranche, Włochy)
- Il Balcone sul Paradiso – M10+ (Val Savaranche, Włochy)
- Alicja w krainie czarów – M7, WI5 (Tatry, Słowacja)
- Therion – M13 (Tatry)
- Samael – M12 (Tatry)
- Godzilla M9+, WI6 w Dolomitach – zespół w składzie Szymon Grocholski, Michał Król i Mariusz Madej, najprawdopodobniej dokonał pierwszego, polskiego przejścia drogi Godzilla M9+, WI6 w Dolomitach[19][20].
- Popradzka Strecha – M9 (Tatry Słowackie)[17]
- Boomerang – M9+ Stena pod Limbu (Tatry Słowackie)[17]
- Nechceme ísť takýmto smerom – M9/9+ Presnia Basta (Tatry Słowackie)[17]
- Okap Hokej – M10 – Kazalnica Moęguszowiecka (Tatry Wysokie)[18]

## Wyprawy

### Gauri Sankar South
W 2010 roku Michał Król, Przemysław Wójcik i Andrzej Sokołowski uczestniczyli w wyprawie do Nepalu, podczas której próbowali wytyczyć drogę na południowej ścianie szczytu Gauri Sankar South (7010 m) w rejonie Rolwaling Himal (Nepal).

### Annapurna IV
Michał Król był również członkiem wyprawy na południowo-zachodnią ścianę Annapurny IV (7525 m n.p.m.) w 2015 roku, której celem było wytyczenie nowej drogi o długości około 2900 m w stylu alpejskim. Ze względu na niekorzystne warunki pogodowe, w tym intensywne opady śniegu i silny wiatr, wyprawa zakończyła się wycofaniem bez osiągnięcia założonych celów, a uczestnicy – Janusz Gołąb, Marcin Tomaszewski i Michał Król – rozpoczęli powrót do domu.

### Trango Nameless Tower
W 2022 roku Michał Król, Janusz Gołąb i Maciej Kimel podjęli próbę pierwszego zimowego przejścia na Trango Nameless Tower w Karakorum oraz uklasycznienia drogi alpejskiej. Ekspedycja napotkała liczne trudności logistyczne, w tym opóźnienia związane z dodatkowymi procedurami i niekorzystnymi warunkami pogodowymi, które skutkowały zwiększonym zagrożeniem lawinowym oraz utrudnionym zaopatrywaniem bazy na wysokości. Po osiągnięciu 5750 m wspinacze, po 8 dniach wspinaczki, podjęli decyzję o odwrocie, a następnie ewakuowali sprzęt z wyższych partii góry.
W 2024 roku Michał Król miał plan zrealizować projekt polegający na pierwszym zimowym przejściu drogi wytyczonej przez Brytyjczyków na Trango Nameless Tower w Karakorum. British Route (VI 5.10 A2, 1100 m) została wyznaczona w 1976 roku przez zespół Martina Boysena. Projekt ten miał być wspólnym przedsięwzięciem Michała Króla i Macieja Kimela, którzy planowali podjąć wyzwanie w ekstremalnych warunkach zimowych. Wyprawa zakończyła się niepowodzeniem z powodu niedopatrzeń logistycznych agencji.

## Nagrody
- 2006 – nominacja w kategorii Wyprawa Roku pod patronatem National Geographic[29]
- 2006 – wyróżnienie w ramach Kolosów Gdynia w kategorii Alpinizm za wytyczenie nowych dróg w Dolinie Miyar w Himalajach[6]
- 2008 – wyróżnienie Kolosy Gdynia w kategorii Alpinizm za wytyczenie i pokonanie w stylu alpejskim drogi „Dzień Niepodległości” na północnej ścianie Pharilapcha w Dolinie Khumbu (WI5+ M7)[6]
- 2008 – nagroda „Orzeł KW” w kategorii górskiej za drogę „Dzień Niepodległości” na Pharilapcha[30]
- 2008 – nagroda od Ministra Sportu za wytyczenie nowej drogi na Pharilapcha w Dolinie Khumbu[2]
- 2011 – wyróżnienie Klubowe KWW za wytyczenie nowej drogi na Piku Mińsk w Kirgizji[2]
- 2011 – wyróżnienie w ramach Kolosów Gdynia w kategorii Alpinizm za drogę na ścianie Pik Mińsk w Kirgizji[6]
- 2025 – nagroda „Bursztyn” KWT za wytyczenie drogi ‘ButterflyEffect’ M6, 6b na KyajoRi w dolinie Khumbu[31]
- 2025 – nagroda Kolosy w kategorii Alpinizm za wytyczenie w stylu alpejskim nowej 1 300-metrowej drogi „Butterfly Effect” na Kyajo Ri w Dolinie Khumbu[7][32][33][34]